# Philip Felgner
Philip Louis Felgner (* 7. Februar 1950 in Frankenmuth, Michigan) ist ein US-amerikanischer Biochemiker und Immunologe, bekannt für Methoden in der Gentherapie.

## Leben
Felgner studierte an der Michigan State University (Bachelor 1972, Master-Abschluss 1974) mit der Promotion in Biochemie und Neurowissenschaften 1978. Danach war er bis 1981 als Post-Doktorand in Biophysik an der University of Virginia. 1981 bis 1988 war er Wissenschaftler (bioorganische Chemie) bei Syntex Research. 1988 bis 1991 war er Direktor für pharmazeutische Entwicklung bei der Firma Vical, die er gründete und an der er ab 1991 Senior Director der General Therapeutical Division war. Er war bis 1998 Chief Scientific Officer bei Vical. Ende der 1990er Jahre gründete er Gene Therapy Systems in San Diego.
Felgner ist Professor an der University of California, Irvine, und leitet dort das Forschungs- und Entwicklungszentrum für Impfstoffe und das Protein Microarray Laboratory.

## Werk
Er befasste sich unter anderem mit Protein-Biochemie und Rekonstitution von Membranen, Liposomen und  DNA- und RNA-Einschleusung mit Liposomen, Biophysik von Membranen, Reagenzien für Lipofektion, Formulierung von Pharmaka, Gentherapie, Impfstoffentwicklung, Protein-Microarrays und Epidemiologie.
Bei Syntex entwickelte er ab etwa 1984 die ersten kationischen Lipide zur Lipofektion für Gentransfer (Lipofectin, Lipofectamine).
Er ist mit Robert W. Malone und Inder Verma einer der Autoren einer Veröffentlichung von 1989, in der das grundlegende Prinzip von RNA-Impfstoffen erstmals beschrieben wurde (Einbau von RNA oder DNA in Fettkügelchen bzw. Liposomen, die so in die Zelle gelangen), damals im Rahmen der Gentherapie. Die Methoden gelangten nach jahrzehntelanger Weiterentwicklung zu großer Bekanntheit als Impfstoffe in der Covid-19-Pandemie 2020/21. Er hielt in diesem Zusammenhang wichtige Patente mit Malone, einem der Hauptentwickler, der damals in seiner Firma war.
An der UCI entwickelte er eine Protein-Mikroarray-Chip-Technologie mit hohem Durchsatz zum Testen von Immunreaktivität.

## Auszeichnungen
- 1996 Inventor of the Year Award von Southern California
- 2021 Prinzessin-von-Asturien-Preis in der Kategorie "Wissenschaftliche Forschung"[5]
- 2022 Robert-Koch-Preis

## Schriften (Auswahl)
- P. L. Felgner u. a.: Lipofection: a highly efficient, lipid-mediated DNA-transfection procedure, Proc. Nat. Acad. Sci. USA, Band 84, 1987, S. 7413–7417.
- P. L. Felgner, G. M. Ringold: Cationic liposome-mediated transfection, Nature, Band 337, 1989, S. 387–388
- R. W. Malone, P. L. Felgner, I. M. Verma: Cationic liposome-mediated RNA transfection, Proc. Nat. Acad. Sci., Band 86, 1989, S. 6077–6081
- J. A. Wolff, R. W. Malone, P. Williams, W. Chong, G. Acsadi, A. Jani, P. L. Felgner: Direct gene transfer into mouse muscle in vivo, Science, Band 247, 1990, S. 1465–1468
- P. L. Felgner, G. Rhodes: Gene therapeutics, Nature, Band 349, 1991, S. 351–352
- mit G. J. Nabel: Direct gene transfer for immunotherapy and immunization, Trends Biotechnology, Band 11, 1993, Nr. 5, S. 211–215.
- mit J. B. Umer u. a.: Heterologous protection against influenza by injection of DNA encoding a viral protein, Science, Band 259, 1993, S. 1745–1749.
- mit R. H. Zaugg, J. A. Norman: Synthetic recombinant DNA delivery for cancer therapeutics, . Cancer Gene Ther., Band 2, Nr. 1, 1995, S. 61–65.
- P. L. Felgner u. a.: Improved cationic lipid formulations for in vivo gene therapy,  Ann. N.Y. Acad. Sci., Band 772, 1995, S. 126–139.
- mit J. A. Norman u. a.: Development of improved vectors for DNA-based immunization and other gene therapy applications, Vaccine, Band 15, Nr. 8, 1997, S. 801–803.
- P. L. Felgner: Nonviral strategies for gene therapy, Scientific American, Heft 6, 1997, S. 102–106
- P. L. Felgner: DNA vaccines, Current Biology, Band 8, 1998, S. R 551–553
- mit O.Zelphati u. a.: Intracellular delivery of proteins with a new lipid-mediated delivery system, J. Biol. Chem., Band 276, 2001, S. 35103–35110.
- mit X.Liang u. a.: Transcriptionally Active Polymerase Chain Reaction (TAP). High Throughput Gene EXpression Using Genome Sequence Data, J. Biol. Chem., Band 277, 2002, S. 3593–3598.